# Acela
Die Acela [əˈsɛlə] (bis 2019 Acela Express) sind Hochgeschwindigkeitszüge der amerikanischen Bahngesellschaft Amtrak, die seit 1999 auf der Strecke Washington, D.C.–New York City–Boston verkehren.
Amtrak führt auf dieser auch als Nordostkorridor bekannten Strecke pro Woche für Reisende ca. 150 Zugfahrten mit Acela-Hochgeschwindigkeitszügen durch (Stand August 2023).
Der Name Acela ist ein englisches Kofferwort aus acceleration (deutsch Beschleunigung) und excellence (deutsch Vorzüglichkeit).

## Geschichte

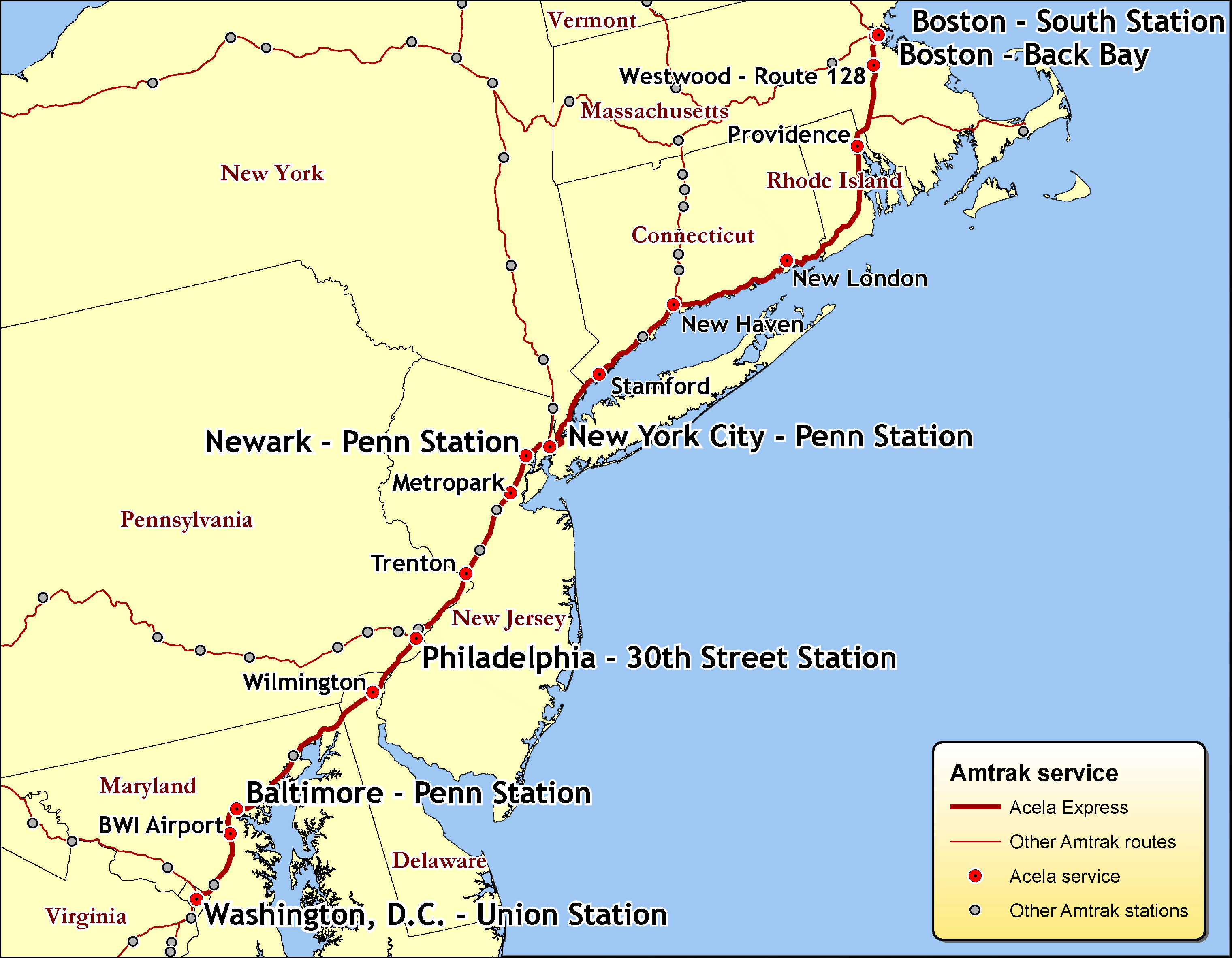
Streckenverlauf

Nach dem Erfolg von Hochgeschwindigkeitszügen in anderen Ländern begann die Federal Railroad Administration des Verkehrsministeriums mit der Untersuchung der Einführung in den USA. Am 18. Dezember 1992 wurden im Rahmen des Intermodal Surface Transportation Efficiency Act of 1991 (ISTEA) fünf Verkehrskorridore für den Hochgeschwindigkeitsverkehr benannt, darunter der Northeast Corridor. Im Oktober 1992 wurden fünf weitere Korridore benannt und 1993 überlegte die US-Regierung, die Entwicklung mit einem milliardenschweren Förderprogramm zu stützen.
In dieser Zeit begann Amtrak, Hochgeschwindigkeitszüge für den Einsatz im Northeast Corridor zu untersuchen. Ein schwedischer Triebzug vom Typ X2 wurde an US-amerikanische Verhältnisse angepasst und von Oktober 1992 bis Januar 1993 einem Testprogramm unterzogen. Anschließend wurde die Einheit von Februar bis Mai und August bis September 1993 im Nordost-Korridor eingesetzt. Siemens organisierte die ICE Train North America Tour, in deren Rahmen ein deutscher ICE-Triebzug im Juli und August 1993 im Nordost-Korridor fuhr. Beide Züge stellten während der Demonstrationsfahrten amerikanische Geschwindigkeitsrekorde auf. Auch eine Zuggarnitur von Talgo wurde im Betrieb in den USA gezeigt.

### Einführung des Acela Express
Basierend auf den Testfahrten wurde ein Anforderungskatalog erstellt und im Oktober 1994 wurden schließlich 26 Hochgeschwindigkeitszüge für den Einsatz im Nordost-Korridor ausgeschrieben. Den Bieterwettbewerb gewann der kanadische Anbieter Bombardier Transportation zusammen mit Alstom im März 1996. Das vorgeschlagene Konzept basierte auf den Bombardier LRC-Zügen (für Light, Rapid, Comfortable „leicht, schnell, bequem“) die bei VIA Rail Canada betrieben wurden und in einer Konfiguration schon für 200 km/h zugelassen waren.
Im Herbst 1999 wurden Verzögerungen bei der Inbetriebnahme bekannt. Nach Testfahrten gestand das Lieferkonsortium ein, zur geplanten Betriebsaufnahme nicht genügend funktionsfähige Zugeinheiten liefern zu können. Die ersten Fahrzeuge sollten demnach im Frühjahr 2000 zur Verfügung stehen. Die kurzfristige Absage führte dazu, dass eine Werbekampagne zur Produkteinführung in Höhe von sieben Millionen US-Dollar nicht mehr gestoppt werden konnte.
Der Acela-Express nahm schließlich am 16. Oktober 2000 den Betrieb zwischen Boston und Washington, D.C., auf. Die Züge hatten anfänglich technische Probleme mit dem Bremssystem und der Befestigung der Schlingerdämpfer, die zeitweise zu einer Außerbetriebnahme der Züge führten. Von April bis September 2005 führten Risse an 300 von 1440 verbauten Bremsscheiben bis zu deren Ersetzung zu Ausfällen.
Der Marktanteil der Acela-Express wuchs stetig und erreichte bis 2005 einen Anteil von 40 % am kombinierten Flug-/Zugverkehr zwischen New York und Boston von vorher 18 %. Der Betrieb der Vorgängerzüge Metroliner wurde 2006 eingestellt.
Aufgrund von Kapazitätsengpässen ab 2008 wurden weitere Einheiten bestellt, die ab 2012 ausgeliefert wurden. Außerdem wurde 2010 begonnen, neue Streckenführungen für Züge bis 350 km/h im Nordost-Korridor zu prüfen – im südlichen Teil (Washington, D.C. – New York) parallel zur Altbaustrecke, die fast durchgängig zu 100 % auch mit Regional- und Güterzügen ausgelastet ist, im nördlichen Teil (New York – Boston) mit neuer Trassierung zur Halbierung der Reisezeit. Im Rahmen des so nicht umgesetzten Ausbauprogramms im Nordost-Korridor (NEC-UP) wollte Amtrak 40 neue Triebzüge kaufen, um einen Stundentakt über die Ausbaustrecken von Washington bis Boston realisieren zu können.

### Programm New Acela
Im Rahmen des 2014 aufgelegten Programms New Acela begann Amtrak neue Züge zu beschaffen. Die 28 im Jahr 2016 bei Alstom bestellten Züge des Typs Avelia Liberty sollten die vorhandenen Acela-Hochgeschwindigkeitszüge der ersten Generation ablösen. Ein 2016 formulierter Geschäftsplan sah vor, mit mehr Sitzplätzen pro Zug auf dem nachfragestarken Nordostkorridor einen höheren Erlös zu erzielen.:25 Amtrak plante, im Jahr 2021 den Betrieb nach Zulassung und Inbetriebnahme der ersten sechs Garnituren aufzunehmen.:3 Die Außerdienststellung aller Acela-Express-Einheiten der ersten Generation war für Ende 2022 geplant.
Gemäß einem Bericht des gesellschaftseigenen Office of Inspector General lag das Programm mit Stand 2023 um mehr als drei Jahre hinter dem Zeitplan.:10 Weitere Verzögerungen über das Jahr 2024 hinaus waren absehbar.:10–11
Die Acela-Garnituren der ersten Generation haben nach 20 Jahren das Ende ihrer Gebrauchsdauer erreicht.:26 Sie hätten bereits ausgemustert sein sollen, und ihre Verfügbarkeit ist gering. Amtrak kann entgegen dem Geschäftsplan kein höheres, sondern bereits seit dem Jahr 2018 nur ein geringeres Sitzplatzangebot auf die Schiene bringen.:21 Um wenigstens einen reduzierten Fahrplan anbieten zu können, werden seit November 2021 Garnituren abgestellt und daraus Ersatzteile, insbesondere Computerkomponenten, entnommen.:21–23 Mit Stand August 2023 finden ungefähr 150 Fahrten pro Woche statt:25 und sind 4 von 20 Garnituren in Amtraks Bear Maintenance Facility bei Bear (Delaware) abgestellt.:21

## Rollmaterial

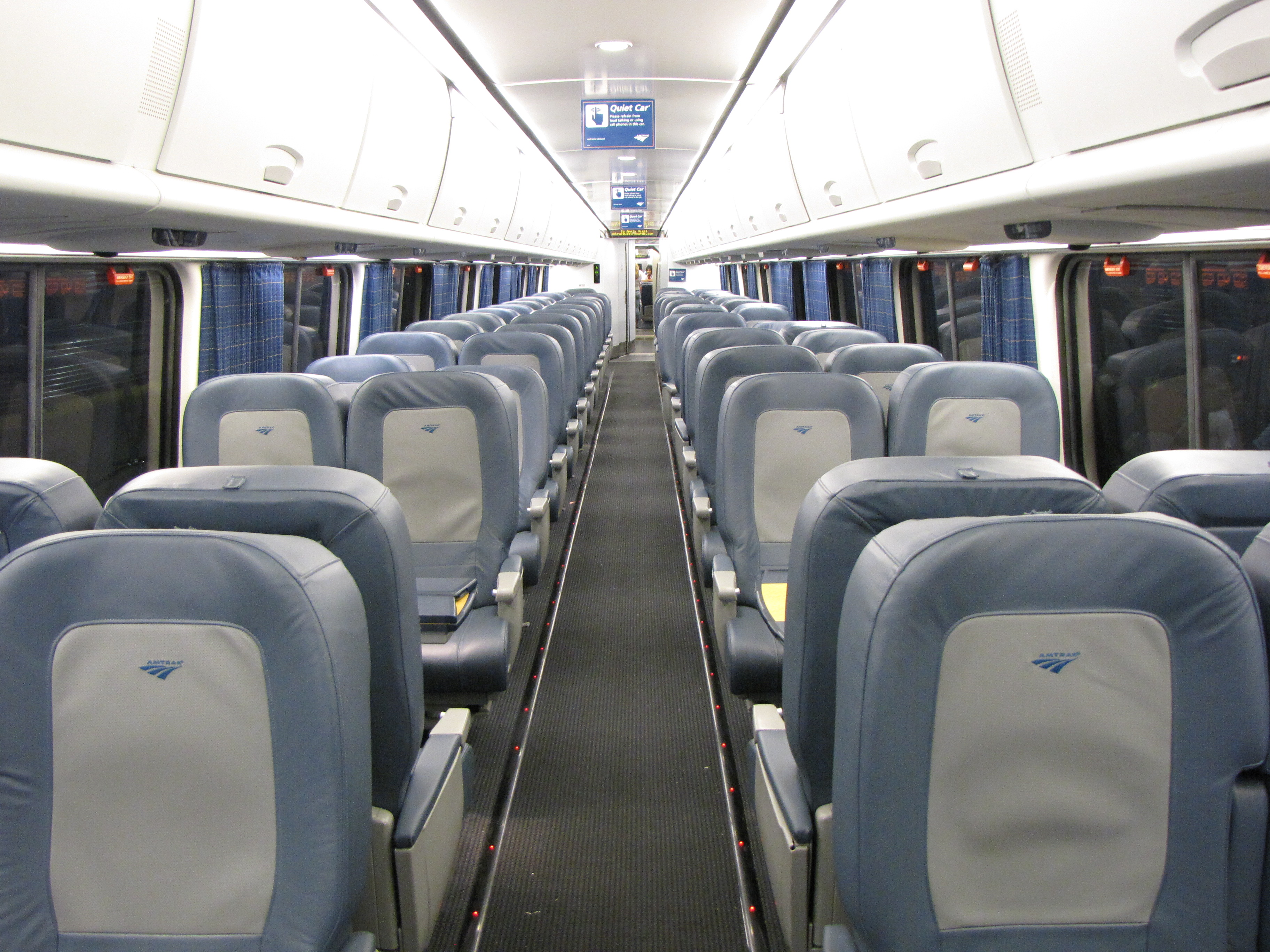
Business Class

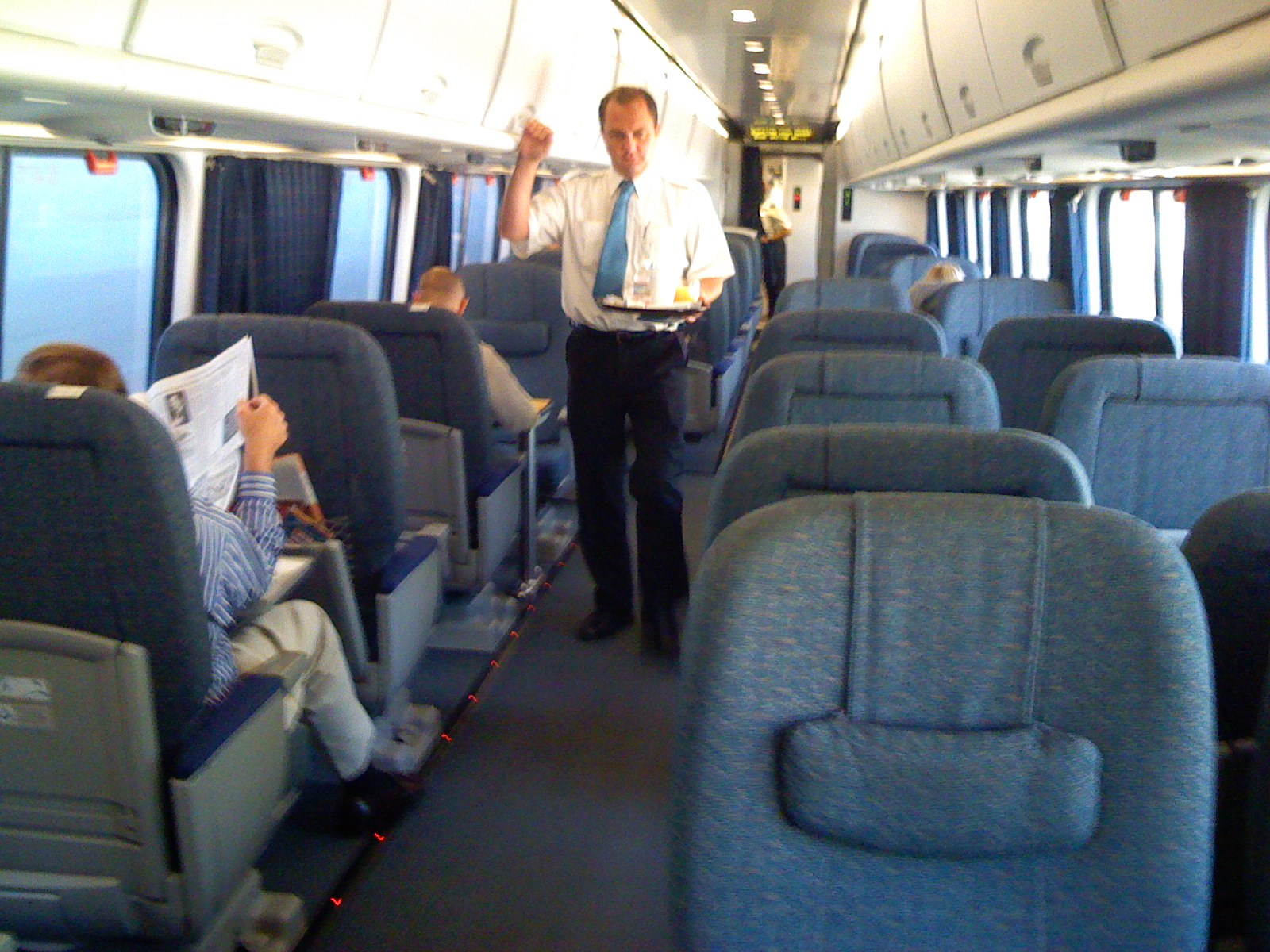
First Class

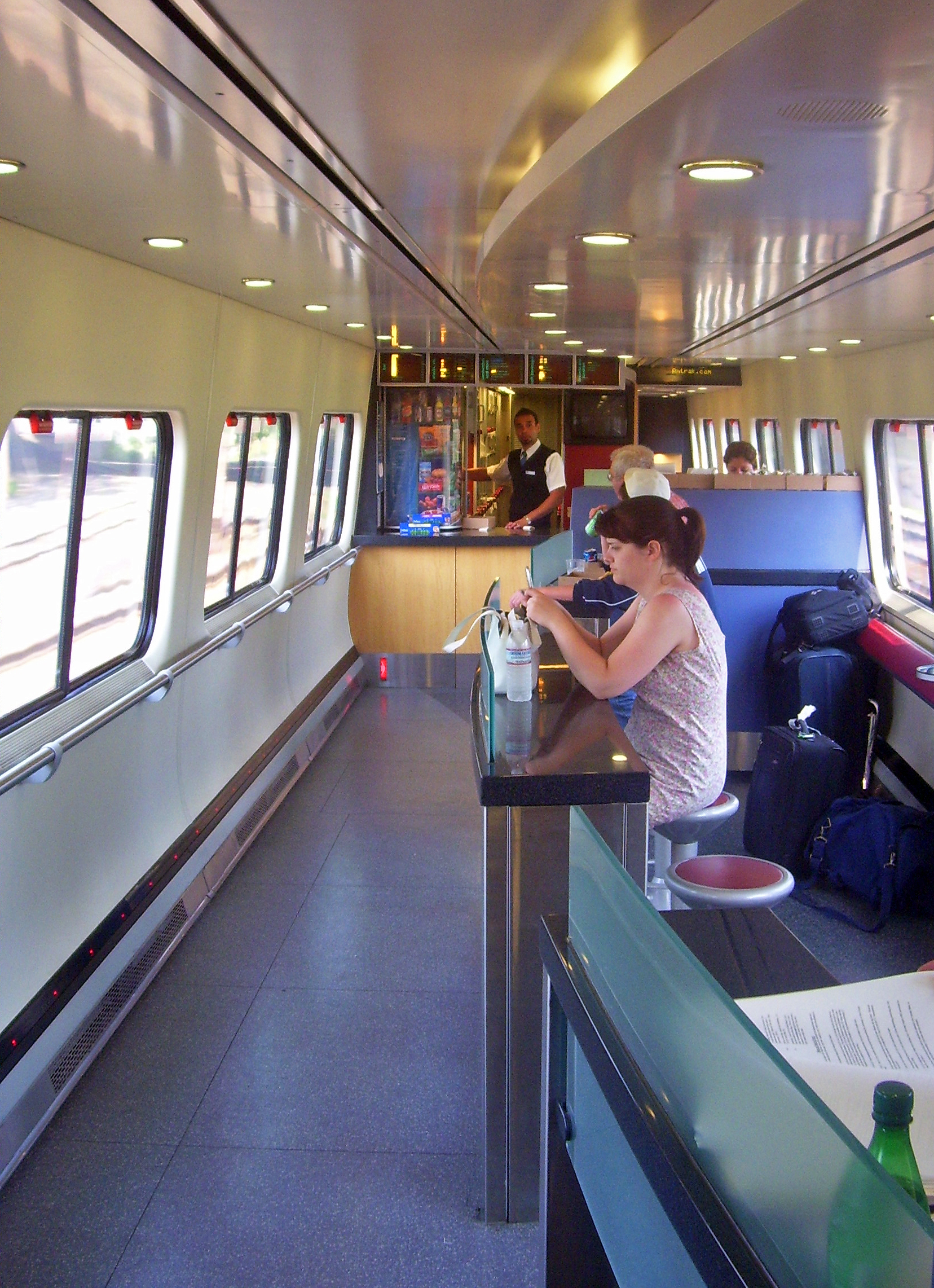
Speisewagen

### Acela der ersten Generation
Für Zugleistungen unter dem Namen Acela Express wurde ein Konsortium aus Bombardier Transportation und GEC Alsthom im Jahr 1996 mit der Lieferung von Neigetechnik-Triebzügen für den Hochgeschwindigkeitsverkehr beauftragt.

#### Mechanischer Teil
Der mechanische Teil (Wagenkästen, Drehgestelle und Bremsen) von Bombardier erinnert äußerlich an den TGV, basiert aber auf den in den 1980er Jahren von Bombardier für Kanada gebauten LRC-Zügen. Eine Acela-Einheit besteht jeweils aus zwei Triebköpfen und sechs Mittelwagen. Im Gegensatz zu den TGV-Zügen laufen die Mittelwagen nicht auf Jakobsdrehgestellen. Durch die Verwendung von Drehgestellen mit Neigetechnik und der geforderten höheren Festigkeit sind die Wagen verglichen mit denjenigen eines TGV 55 % schwerer.
Die Züge bieten mit speziellen Knautschzonen eine passive Sicherheit, wie sie in den europäischen Hochgeschwindigkeitszügen Ende der neunziger Jahre noch nicht üblich war.

#### Neigetechnik
Die Neigetechnik wurde von den in den achtziger Jahren gebauten LRC-Zügen übernommen. Die Wagenkästen der Zwischenwagen können sich im Bogen rechnergesteuert um vier Grad neigen. Aufgrund von ungenügender Abstimmung zwischen Fahrzeugen und Infrastruktur kann die Neigetechnik jedoch derzeit nicht genutzt werden – die Fahrzeuge würden im geneigten Zustand das Lichtraumprofil um 10 Zentimeter überschreiten.

#### Elektrischer Teil
Die elektrische Ausrüstung von Alstom basiert weitgehend auf derjenigen der TGV. Die beiden Triebköpfe haben eine Antriebsleistung von insgesamt 9200 kW, damit können die Zugeinheiten eine Höchstgeschwindigkeit von 265 km/h erreichen. Im Normalbetrieb liegt die zulässige Geschwindigkeit bei 240 km/h. Die Einheiten sind mehrsystemfähig und können damit unter allen auf dem Nordostkorridor benutzten Spannungen verkehren: 11,5 kV bei 25 Hz sowie 12,5 kV und 25 kV bei 60 Hz.

#### Fahrgastraum
Die Einteilung in Wagenklassen wurde nach dem Vorbild der Luftfahrt vorgenommen. Die zwei Sitzplatzkategorien heißen Business Class und First Class. Normalerweise bestehen Züge der Amtrak aus einer Business- und einer einfacheren Coach Class, die First Class des Acela ist somit ein gehobenes Angebot, das sonst nur noch in Schlafwagen der Gesellschaft existiert. Es sind Gepäckablagen vorhanden und in den Taschen an der Rückenlehne des Vordersitzes stecken Karten mit Sicherheitsinstruktionen. Die sechs Zwischenwagen bieten 304 Reisenden Platz. Ähnlich wie bei den deutschen ICE gibt es ein Konferenzabteil und ein Bistro.

#### Eigentumsverhältnisse
Durch ein Sale-Lease-Back-Geschäft mit einer Laufzeit von zwanzig Jahren beginnend im Jahr 2000 gehörten 19 der 20 Acela-Zuggarnituren nicht Amtrak, sondern Investoren. Da der Ersatz durch neue Züge nicht wie vorgesehen bis 2022 erfolgte, kaufte Amtrak die Garnituren der ersten Generation tranchenweise in den Jahren 2020 bis 2022.:25

### Acela der zweiten Generation
Das Verkehrsministerium der Vereinigten Staaten stellte im Jahr 2016 Darlehen zur Verfügung, mit denen Amtrak 28 Garnituren des Typs Avelia Liberty bei Alstom bestellte. Deren Fertigstellung und Inbetriebnahme verzögert sich, so dass stattdessen die Acela der ersten Generation über das Jahr 2023 hinaus weiterhin verkehren.

## Betrieb

### Route und Stationen
Die Acela verkehren auf der Route beziehungsweise mit möglichen Halten in Washington, D.C. (Union Station)–Flughafen Baltimore–Baltimore (Penn Station)–Wilmington–Philadelphia–Trenton–Woodbridge Township (Metropark Station)–Newark (Penn Station)–New York City (Penn Station)–Stamford–New Haven–New London–Providence–Boston (Back Bay Station)–Boston (South Station) und zurück. Teilweise werden jedoch nur Teilstrecken dieser Route bedient oder Halte ausgelassen.

### Angebot
Von Washington, D.C. nach New York verkehren die Züge von Montag bis Freitag zwischen 5.00 Uhr und 20.00 Uhr im Stundentakt. An Samstagen verkehren nur vier Zugpaare. Sonntags gibt es zwischen 9.00 Uhr und 13.00 Uhr und 15.00 Uhr und 17.00 Uhr einen Stundentakt, sowie einen Zug um 20.00 Uhr (Stand August 2008). Von New York nach Washington, D.C. verkehren die Züge im Stundentakt zwischen 6.00 Uhr und 19.00 Uhr, ein zusätzlicher Zug folgt um 20.15 Uhr. An Samstagen verkehren nur vier Zugpaare. Sonntags fahren zwischen 09.00 Uhr und 12.00 Uhr drei Züge, ab 15.00 Uhr entspricht der Takt demjenigen von Montag bis Freitag (Stand August 2008).
Mit Stand August 2023 fanden ungefähr 150 Fahrten pro Woche statt.:25
Mit dem Acela dauert die rund 370 Kilometer lange Fahrt von New York nach Washington, D.C. nur noch 2:50 Stunden. Sie ist damit langsamer und gleichzeitig deutlich teurer als vergleichbare europäische Strecken und teilweise nur eine halbe Stunde schneller als wesentlich billigere Züge. Eine einfache Fahrt New York–Washington, D.C. in der Business Class kostet je nach Tageszeit 139 bis 209 US-Dollar. Die First Class kostet 105 Dollar Aufpreis (Stand April 2011). Der Komfort entspricht grob dem der gleichnamigen Flugzeugklassen innerhalb der USA. Die Züge sind vor allem bei Pendlern beliebt und stellen für die Flugverbindungen auf den von diesem Zug bedienten Zielen eine Konkurrenz dar.

## Die MarkeAcela
Mit der Einführung des Acela Express wurden alle Amtrak-Angebote auf dem Nordost-Korridor unter die Marke Acela gestellt. Es waren zunächst drei verschiedene Angebote vorgesehen:
- Acela Express für die Hochgeschwindigkeitszüge
- Acela Regional für die Interregiozüge
- Acela Commuter für die Regionalzüge zwischen Philadelphia und New York City

Auf Grund von andauernden Verwechslungen von Acela Regional und Acela Commuter mit den Hochgeschwindigkeitszügen wurden diese Angebote 2003 wieder umbenannt:
- aus Acela Regional wurde Regional
- aus Acela Commuter wurde Clocker – der Name, den die Züge bereits vor 1999 getragen hatten. Die Clocker-Züge wurden 2006 abgeschafft und durch Züge der Nahverkehrsbetreiber SEPTA und NJ Transit ersetzt.

2019 wurde das Express aus dem Namen der Hochgeschwindigkeitszüge gestrichen, die seither nur noch Acela heißen.

## Lokbespannte Züge
Neben den Acela-Express-Zügen setzt Amtrak weiter lokbespannte Garnituren als Regionalzüge ein. Neben den 46 auf schwedischen Lizenzen basierenden AEM-7 von ASEA und GM EMD von 1979 kamen seit 1999 auch HHP-8-Lokomotiven zum Einsatz. Letztere erinnern in Farbe und Form an die Acela-Express-Triebköpfe, haben aber an beiden Enden Führerstände. Die Bezeichnung HHP-8 stand für „High Horse Power with 8000 HP“. Die 21 Lokomotiven wurden ebenfalls vom Bombardier-Alstom-Konsortium gebaut. Die AEM-7 und HHP-8-Lokomotiven wurden bis 2016 durch neue Amtrak Cities Sprinter des Typs ACS-64 von Siemens ersetzt, die weitgehend auf der Vectron-Plattform dieses Herstellers aufbauen.